# Omaha Civic Auditorium

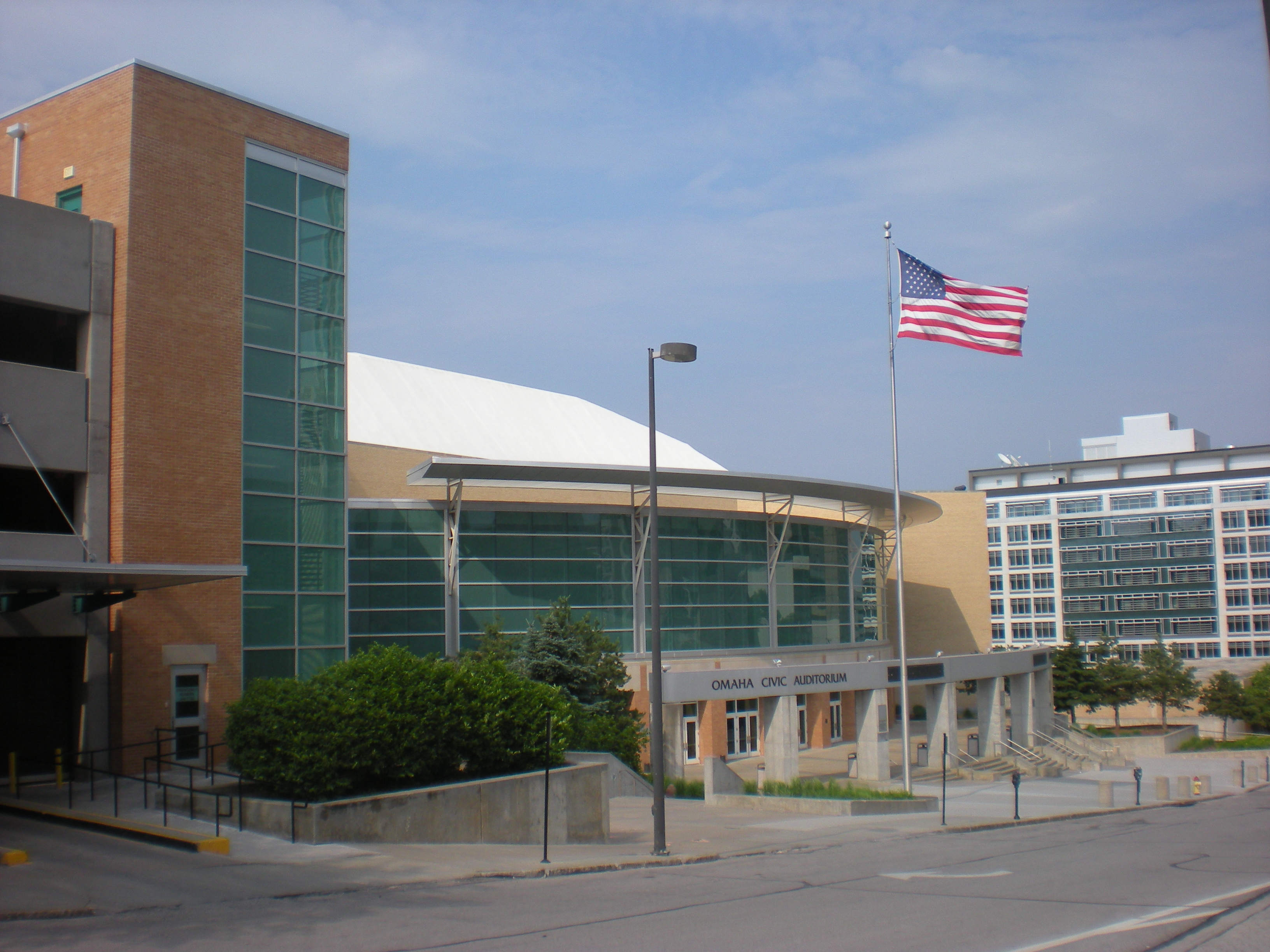
Exterior del Omaha Civic Auditorium.

El Omaha Civic Auditorium es un pabellón multiusos situado en Omaha, Nebraska. Tiene una capacidad para 10 208 espectadores y fue inaugurado en 1949. Fue la sede de los Kansas City-Omaha Kings de la NBA entre 1972 y 1975.

## Historia
Fue inaugurado en 1954, y a lo largo de su historia ha sido sede de varios equipos profesionales de baloncesto y hockey sobre hielo además de los mencionados Kings, así como de varias universidades. En 2014 cerró sus puertas, tras el anuncio de la construcción de un nuevo proyecto presupuestado en 300 millones de dólares que lo reemplazará, siendo éste demolido a lo largo del año 2015.

## Eventos

### Eventos deportivos
El evento deportivo más destacado fue la celebración del  WWF In Your House 7: Good Friends, Better Enemies, un evento de pago por visión de lucha libre profesional en 1996.

### Conciertos y espectáculos
A lo largo de su historia han sido numerosos los conciertos celebrados en sus instalaciones, destacando uno de los últimos conciertos que dio Elvis Presley en su vida, dos meses antes de su muerte, en junio de 1977. Está considerado el peor concierto de toda su gira final, por las deficiencias en el sonido.
Entre las figuras internacionales, Kiss se sitúan en cabeza en cuanto al número de conciertos en el recinto, con 11 a lo largo de su historia, seguido por Aerosmith con 9, Van Halen con 8, Kansas con 7 y un grupo de artistas con 6, entre los que están Neil Diamond, Def Leppard, Styx, Ozzy Osbourne o los ZZ Top.